# کیواتن (مینه‌سوتا)
کیواتن، مینه‌سوتا (به انگلیسی: Keewatin, Minnesota) یک شهر در ایالات متحده آمریکا است که در شهرستان ایتاسکا، مینه‌سوتا واقع شده‌است.

## خصوصیات
کیواتن ۷٫۴۶ کیلومترمربع مساحت و ۱٬۰۶۸ نفر جمعیت دارد و ۴۴۴ متر بالاتر از سطح دریا واقع شده‌است.